# Lazi

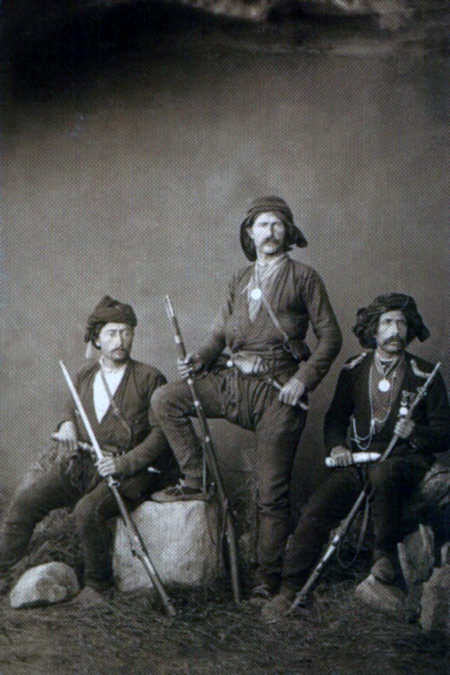
Bărbați lazi în haine tradiționale (în jurul anului 1900).

Regatul lazilor în antichitate

Lazii  (laz Lazepe / ლაზეფე; turcă Lazlar; georgiană Lasebi / ლაზები) sunt un grup etnic ale cărui origini se găsesc pe coasta de sud-est a Mării Negre și care provin din două grupuri, unul constituit inițial în zona rusească, iar altul între Turcia și Georgia.
În România, satul Lazu din județul Constanța a fost înființat de lazi.